# 연초중학교
연초중학교(延草中學校)는 대한민국 경상남도 거제시 연초면 죽토리에 있는 공립 중학교이다.

## 학교 연혁
- 1955년 6월 20일 : 연초중학교 설립인가(3학급)
- 1955년 9월 1일 : 연초중학교 개교
- 1971년 9월 1일 : 도서관 준공
- 1996년 12월 31일 : 축구부 합숙소 준공
- 2002년 2월 28일 : 학칙 변경(6학급)
- 2003년 8월 4일 : 체육관 준공
- 2011년 8월 16일 : 운동장 인조 잔디 조성
- 2016년 3월 2일 : 교육부 요청 연구학교 운영(1/2)
- 2016년 10월 1일 : 급식소 현대화사업
- 2022년 12월 30일 : 제66회 졸업식(졸업생수 47명, 총 7,992명)
- 2023년 3월 1일 : 제30대 제영모 교장 취임
- 2023년 3월 2일 : 입학식(신입생수 남 18명, 여 11명 총 29명)

## 참고 자료
- 연초중학교 - 한국교육학술정보원 학교알리미